# 클리프 버튼
클리프 버튼(Clifford Lee Burton, 1962년 2월 10일 ~ 1986년 9월 27일)은 미국 헤비메탈 밴드인 메탈리카의 전 베이시스트이자 작곡가였다.

## 생애
1962년 2월 10일 캘리포니아주 카스트로 밸리에서 태어났다. 그는 블루스, 클래식, 컨츄리 음악, 재즈 같은 음악을 좋아했다. 그래서 대학에 들어가서 음악론을 공부하였다 한다. 원래 그는 처음 악기를 배운 게 피아노였다. 그리고 베이스 기타는 10살 때부터 배우기 시작했다.
1982년 Whiskey a Go GO란 공연에서 우연히 그 자리에 제임스 헷필드, 라스 울리히가 있었다고 한다. 그 자리에서 그 둘은 그의 베이스 연주에 감명을 받아서 그를 스카웃 하기로 하였다. 결국 클리프는 그룹의 근거지를 샌프란시스코로 옮기는 조건을 걸면서, 자연스럽게 메탈리카에 베이시스트로 합류하게 된다. 1983년 그는 메탈리카 1집 Kill 'Em All 앨범에서부터, 3집 Master of Puppets까지 활동을 하게 된다. 특히, Kill 'Em All의 베이스 연주곡 "Pulling Teeth"란 곡에서 뛰어난 베이스 연주를 발휘하게 된다. 뿐만 아니라, Master of Puppets를 작곡하는데 큰 공헌을 하고 연주곡 "Orion", "For Whom the Bell Tolls", "The Call of Ktulu" 같은 곡들에서의 베이스 솔로는 좋은 평가를 받고 있다.

## 죽음

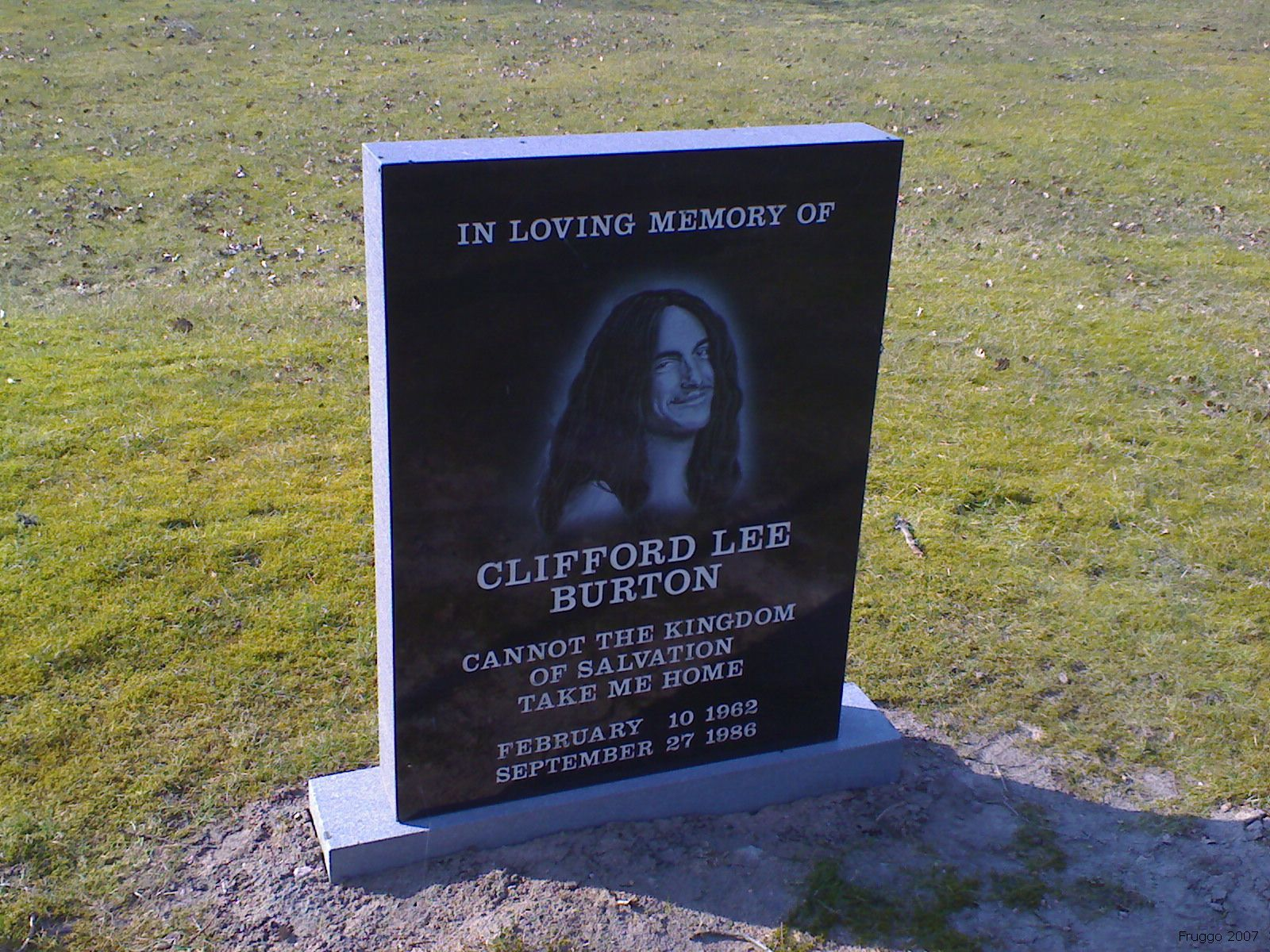
클리프 버튼의 묘비

1986년 9월 27일에 스웨던에서 투어를 돌던 버스는 기사의 음주 운전으로 중심을 잃으면서 추락하게 된다. 그 때, 클리프 버튼은 버스 밖으로 나가 떨어지면서 그대로 버스에 깔려, 내장이 터져 죽고 말았다. 클리프 버튼의 추모식이 열리게 되고, 제임스 헷필드는 "우리는 베이시스트를 잃은 것이 아니다. 밴드의 영혼을 잃은 것이다."라는 말을 하면서 그의 죽음을 안타까워 했다.
1988년 메탈리카 4집 ...And Justice For All에서 클리프 버튼은 마지막 참여작으로 To Live Is To Die 라는 곡을 참여하였었다.